# Jugada a balón parado
En un partido de fútbol, la jugada a balón/pelota parado/quieta se refiere a una situación cuando se reanuda el juego comenzando con el balón en posición fija, en sentido de ataque a la portería del equipo contrario.

## Tipos de jugadas
Las siguientes jugadas constituyen ejemplos de jugada a balón parado:
- Saque de centro
- Saque de falta
- Saque de esquina
- Saque de meta o de puerta
- Tiro libre
- Tiro penal o penalti

Cuando existe una planificación previa de los movimientos a realizar por parte de los jugadores, diseñada por los entrenadores, se habla de táctica fija; esta puede ser totalmente mecanizada o parcialmente combinada con improvisación. Eleva el número de posibilidades de juego, así como mejora la atención y concentración tanto de los  jugadores defensivos, como de mediocampistas y ofensivos.

## Importancia
Es cada vez mayor el número de encuentros que se resuelven o encaminan gracias a la eficiente ejecución de jugadas a balón parado, por lo cual se considera muy importante la práctica de estas durante los entrenamientos, tanto en situación ofensiva como defensiva.